# تايسي فوجيتا
تايسي فوجيتا (باليابانية: 藤田 泰成) (31 يناير 1982 في كوتشي في اليابان – )؛ هو لاعب كرة قدم ياباني سابق كان يلعب كمدافع.

## وصلات خارجية
- تايسي فوجيتا على موقع رابطة كرة القدم اليابانية للمحترفين (اليابانية)
- تايسي فوجيتا على موقع قاعدة بيانات كرة القدم.إي يو (الإنجليزية)
- تايسي فوجيتا على موقع Soccerway.com (الإنجليزية)
- تايسي فوجيتا على موقع عالم كرة القدم.نت (الإنجليزية)